# Dysmathia juno
Dysmathia juno är en fjärilsart som beskrevs av Rebillard 1958. Dysmathia juno ingår i släktet Dysmathia och familjen Riodinidae. Inga underarter finns listade i Catalogue of Life.